# Phyllodocidae
Phyllodocidae är en familj av ringmaskar. Phyllodocidae ingår i ordningen Phyllodocida, klassen havsborstmaskar, fylumet ringmaskar och riket djur. Enligt Catalogue of Life omfattar familjen Phyllodocidae 474 arter. 

## Dottertaxa till Phyllodocidae, i alfabetisk ordning[1][2]
- Anaitides
- Anaitis
- Austrophyllum
- Bergstroemia
- Carobia
- Chaetoparia
- Cirrodoce
- Clavadoce
- Eracia
- Eteone
- Eteonides
- Eulalia
- Eumida
- Eumidia
- Eunomia
- Galapagomystides
- Genetyllis
- Hesionura
- Hypereteone
- Hypocirrus
- Lugia
- Macrophyllum
- Myriocyclum
- Mysta
- Mystides
- Nereiphylla
- Nipponophyllum
- Notalia
- Nothis
- Notophyllum
- Paranaitis
- Phyllidoce
- Phyllodoce
- Phyllodocides
- Pirakia
- Prochaetoparia
- Protomystides
- Pseudeulalia
- Pseudomystides
- Pterocirrus
- Sige
- Steggoa
- Vitiazia
- Vitiaziphyllum